# Spagna ai XVII Giochi olimpici invernali
La Spagna partecipò ai XVII Giochi olimpici invernali, svoltisi a Lillehammer, Norvegia, dal 12 al 27 febbraio 1994, con una delegazione di 13 atleti impegnati in quattro discipline.